# LeSparraGusanada
LeSparraGusanada fue una revista antológica de historietas de autores ecuatorianos y extranjeros, publicada en la ciudad de Quito entre 2000 y 2016 por el grupo independiente LeSparraGusanada, conformado por 'Mono', Carla García, Álex Sánchez, Jorge Chicaiza Molina y Fausto Machado Ayala. Aunque fue una publicación independiente, contó en sus cinco únicas ediciones con el apoyo del Ministerio de Cultura y Patrimonio del Ecuador y la Secretaria de Cultura del Distrito Metropolitano de Quito.

## Inicios
La primera edición de la revista (titulada No. 123) se publicó de manera completamente autónoma en agosto del año 2000. Sus dibujantes fueron Édison Pereira, Eduardo Guzmán, 'Ioch', Luis Mármol, Alexander Hoofman, 'Mono', Guido Chávez, David Cazar y Carla García, compañeros de la Facultad de Artes de la Universidad Central del Ecuador, quienes inspirados por publicaciones de efímera existencia de la época como XOX y Kabum decidieron apostar por el cómic, en un país que no contaba con revistas permanentes de ese tipo, y en medio de una crisis económica que acababa de dolarizar al país y por ende encarecer cualquier producto de consumo básico o bien cultural.

## Relanzamiento y apoyo gubernamental
En 2011, tras ganar un concurso público de asignación de fondos para proyectos culturales, LeSparraGusanada reedita la primera edición del año 2000, rebautizada como No. 0 y en diciembre realiza el lanzamiento del No. 1, con la participación de ilustradores como Fabián Patinho (Ana y Milena), Pancho Viñachi y Paco Puente (quienes también colaboraron con la revista Caricato), Aaron Brady de Irlanda, Hernán Castellano de Argentina, entre otros. La recepción es positiva, y de inmediato sus editores realizan la convocatoria para su siguiente edición, que publican en diciembre de 2012, esta vez con trabajos de Darwin Fuentes, Jorge Lewis de Colombia, 'Saki', India II de Argentina, Niko Parrales y más.
En marzo de 2014 LeSparraGusanada regresa con su edición No. 3, ahora con trabajos del Colectivo Shi(R)t de Colombia, Javier Bravomalo de Venezuela, Alfredo Piermattei de Argentina y 'Budoka' de Ecuador. En diciembre de 2016 lanzarían su última edición, con aportes de Jorge Cevallos (caricaturista de El Comercio y antiguo colaborador de XOX), Mishell Estévez y Juan Carlos Dahik. Pese a que se anunció que se realizaría una nueva convocatoria para 2018, la revista no volvió a publicarse.